# 托马斯·弗里亚斯·阿梅特列尔
托马斯·弗里亚斯·阿梅特列尔（西班牙語：Tomás Frías Ametller，1804年12月21日—1884年5月10日）是玻利维亚律师、政治家以及外交家。曾两度出任玻利维亚总统。1876年被军官伊拉里翁·达萨发动的军事政变推翻，被迫流亡欧洲，最终在意大利去世。

## 生平
弗里亚斯曾于1844年至1847年出任何塞·巴利維安政府的外交部长，1857年至1861年出任何塞·马里亚·利纳雷斯政府的财政部长，期间他主持削减公务员工资，努力推动国家实现自由贸易，并把更多的财政资金投入发展教育事业。
1872年11月27日，时任总统阿古斯丁·莫拉莱斯在总统府克马多宮内遇刺身亡，次日，弗里亚斯根据宪法规定继任玻利维亚总统，这是他首次出任玻利维亚总统，弗里亚斯担任总统直至5月9日阿道弗·巴利維安当选新总统，但1874年1月31日，巴利维安就因健康原因辞去总统职务，弗里亚斯再一次担任了总统。
1874年，玻利维亚与智利签订了新的边界条约，規定智利政府放棄南緯24°以北地區的全部權利，玻利維亞同意在5年內對智利公司不提高現行稅率，缓和了玻、智两国间紧张的关系。
弗里亚斯执政后期，国内出现暴动，弗里亚斯遂要求他的战争部长伊拉里翁·达萨率军平定暴乱，然而达萨在平定国内暴乱后，于1876年5月4日发动军事政变，推翻了弗里亚斯并自立为总统。因此，弗里亚斯被迫流亡欧洲，最终在游历欧洲途中于意大利去世。

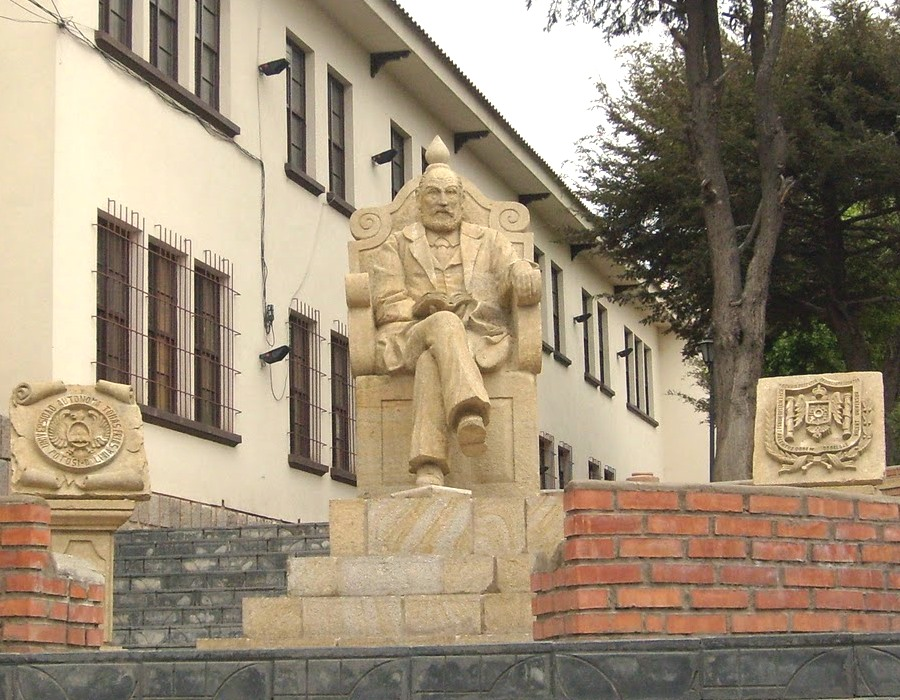
托马斯·弗里亚斯自治大学内的总统雕像

其出生地托马斯·弗里亚斯县以及波托西市的托马斯·弗里亚斯自治大学以他的名字命名。